# Amphipyra murreensis
Amphipyra murreensis là một loài bướm đêm trong họ Noctuidae. Loài này được Strand miêu tả khoa học lần đầu tiên năm 1916.